# La Belle et le Tzigane
Pour plus de détails, voir Fiche technique et Distribution.
La Belle et le Tzigane est un film franco-hongrois réalisé par Jean Dréville et Márton Keleti, sorti en 1958 (Hongrie) et en 1959 (France).

## Synopsis
Georgina vient voir sa sœur Gladys à Paris afin de la dissuader de s'attacher à Rigo, un chef d'orchestre tzigane. Quand elle rencontre ce dernier, c'est le coup de foudre. Louis, le mari de Georgina, n'accepte pas cette situation.

## Fiche technique
- Titre : La Belle et le Tzigane
- Réalisation : Jean Dréville, Márton Keleti
- Scénario : Péter Szász
- Adaptation : René Wheeler
- Dialogues : François Chalais
- Photographie : Istvan Pastor
- Montage : Charles Bretoneiche et Sándor Zákonyi
- Musique : Peter Fényes
- Décors : Marlyos Verga
- Costumes : Rosine Delamare
- Sociétés de production : Hungarofilm (Budapest) et SEDIF Productions (Paris)
- Société de distribution : Cocinor
- Directeurs de production : Georges Charlot et Joseph Golda
- Pays :  France /  Hongrie
- Genre : Drame
- Durée : 98 minutes
- Date de sortie :
  - France : 8 juillet 1959
- Visa 19810 (délivré le 10 juillet 1958)

## Distribution
- Nicole Courcel : Georgina
- Gyula Buss : Rigo
- Colette Deréal : Gladys
- Julien Carette : Robert
- Jacques Dacqmine : Louis
- Gaston Modot